# Andreas Mikkelsen
Andreas Mikkelsen (* 22. června 1989 Oslo) je norský rallyový jezdec, mistrem Intercontinental Rally Challenge 2011 je European Rally Championship 2021. Jeho spolujezdcem je nyní[kdy?] Mikko Markkula, dříve jím byl Ola Floene.

## Kariéra
Andreas Mikkelsen má velké zázemí ve sportu. Nejprve závodil ve slalomu a obřím slalomu a byl členem národního týmu. V letech 2003 a 2004 závodil v motokrosu a byl taky v národním týmu. V 17 letech získal britský řidičský průkaz a začal závod v Rally ve Velké Británii. Jezdil s vozem Ford Focus WRC a vyhrál Cymbrian Rally, Rally Saaremaa a soutěže v Estonsku. Andreas Mikkelsen poprvé debutoval v Mistrovství světa v rallye 2006 při Rallye Velké Británie 2006, soutěž ukončil po 14 rychlostních zkouškách, když vyletěl z tratě. V sezoně 2007 se účastnil osmi soutěžích v mistrovství světa, Irského sfaltového šampionátu a Norského šampionátu. Jeho nejlepšími výsledky byly v kategorii WRC deváté místo v Irsku a desátá místa v Norsku a Portugalsku. V roce 2008 se Mikkelsen dostal i do továrního týmu Ford M-Sport. Dosáhl nejlepšího výsledku v mistrovství světa ve Švédské rally a dosáhl na 5. místo. Tím se stal nejmladším jezdcem, který bodoval a překonal Matthewa Wilsona z roku 2006. Při Rally Larvik v roce 2009, byl účastníkem tragické nehody, když vyletěl ze silnice a najel do 10letého diváka, ten bohužel podlehl na místě. V roce 2010 se stal Norským mistrem a objevil se s vozem Ford Fiesta S2000 v Intercontinental Rally Challenge 2010, kde se umístil na celkovém 7. místě. V roce 2011 přestoupil ke Škoda UK a jezdil z vozem Škoda Fabia S2000 evo2 soutěž Intercontinental Rally Challenge, kde se stal nejmladším mistrem IRC, když v poslední soutěži porazil českého pilota Jana Kopeckého.

## Galerie

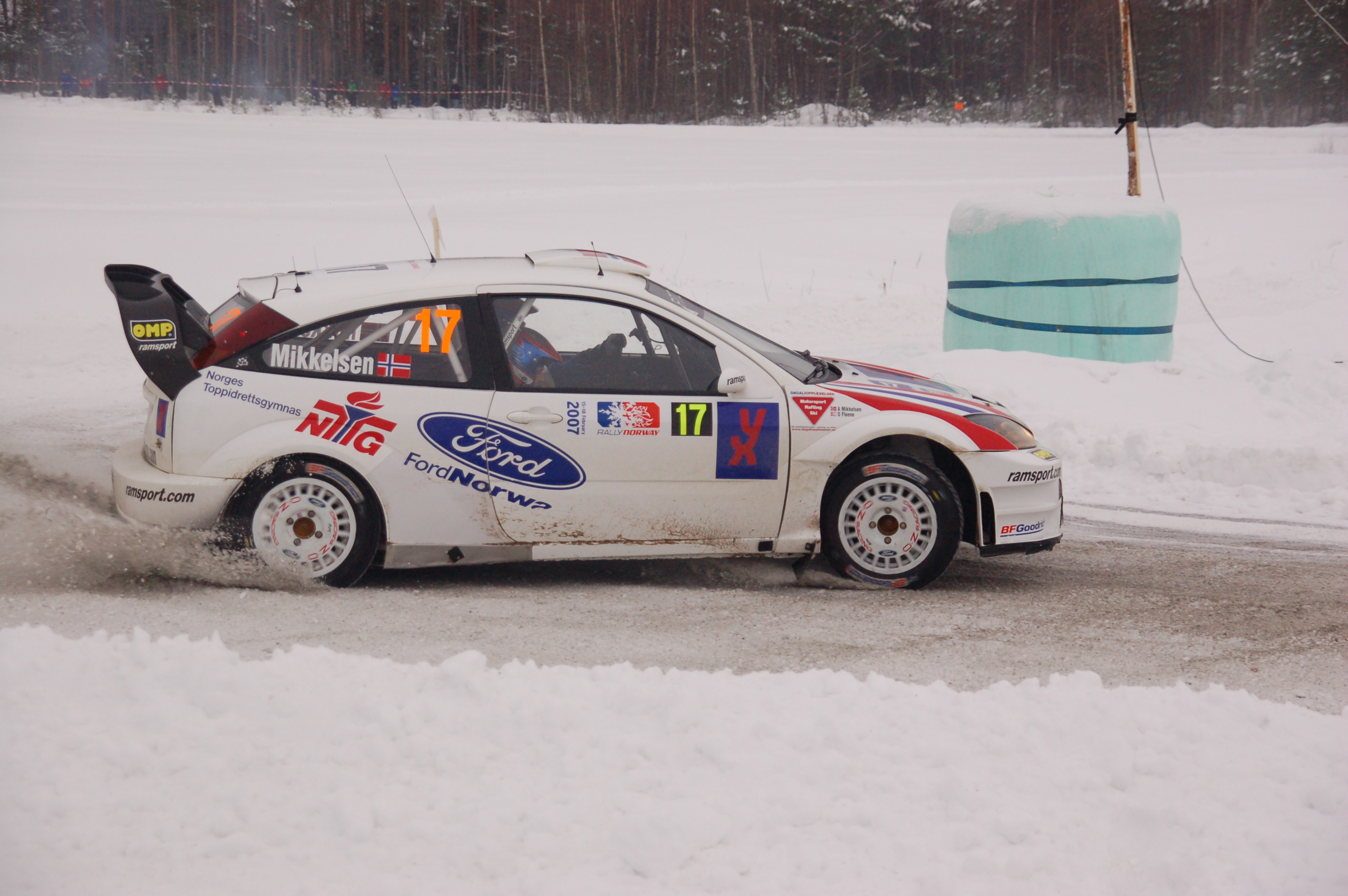
Norská rallye 2007
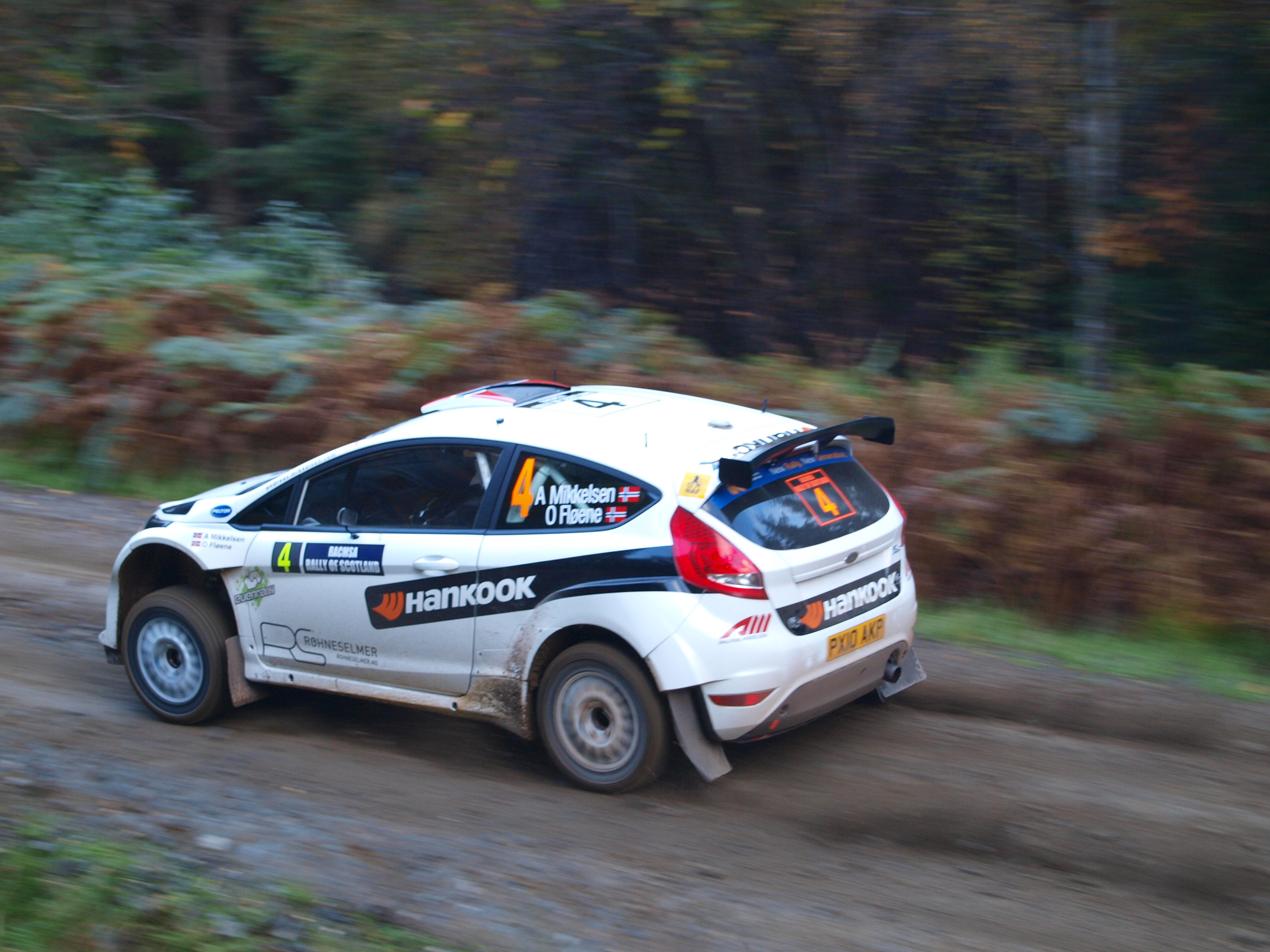
Andreas Mikkelsen